# 欧盟委员会主席
歐洲聯盟執行委員會主席（英語：President of the European Commission）是歐洲聯盟執行委員會的首長、歐洲聯盟行政機關的最高执行官，但由於歐盟並不是一個國家，因此以「歐盟總理」稱呼之是不恰當的說法。執委會主席領導由執委組成的執委團（college），擁有分配執委職務、改組或解雇委員的權力。執委團領導執委會公務員，制定政策議程並決定其提出的法案。執委會是唯一可以提案、或起草法案使其成為歐盟法律的機構。
執委會主席與歐盟高峰會主席和歐盟外交與安全政策高級代表同為歐盟對外的代表。本職位設於1958年。每位新任主席均由歐盟高峰會提名並由歐洲議會選出， 任期五年。執委會主席也向歐洲議會發表年度國情咨文。
2019年7月，歐盟高峰會提名烏爾蘇拉·馮德萊恩接替尚-克勞德·榮克，並於7月16日由歐洲議會選出成為歐盟執委會第13任主席。在歐洲議會批准她提名的執委團後，馮德萊恩於2019年12月1日上任。

## 歷史

### 成立

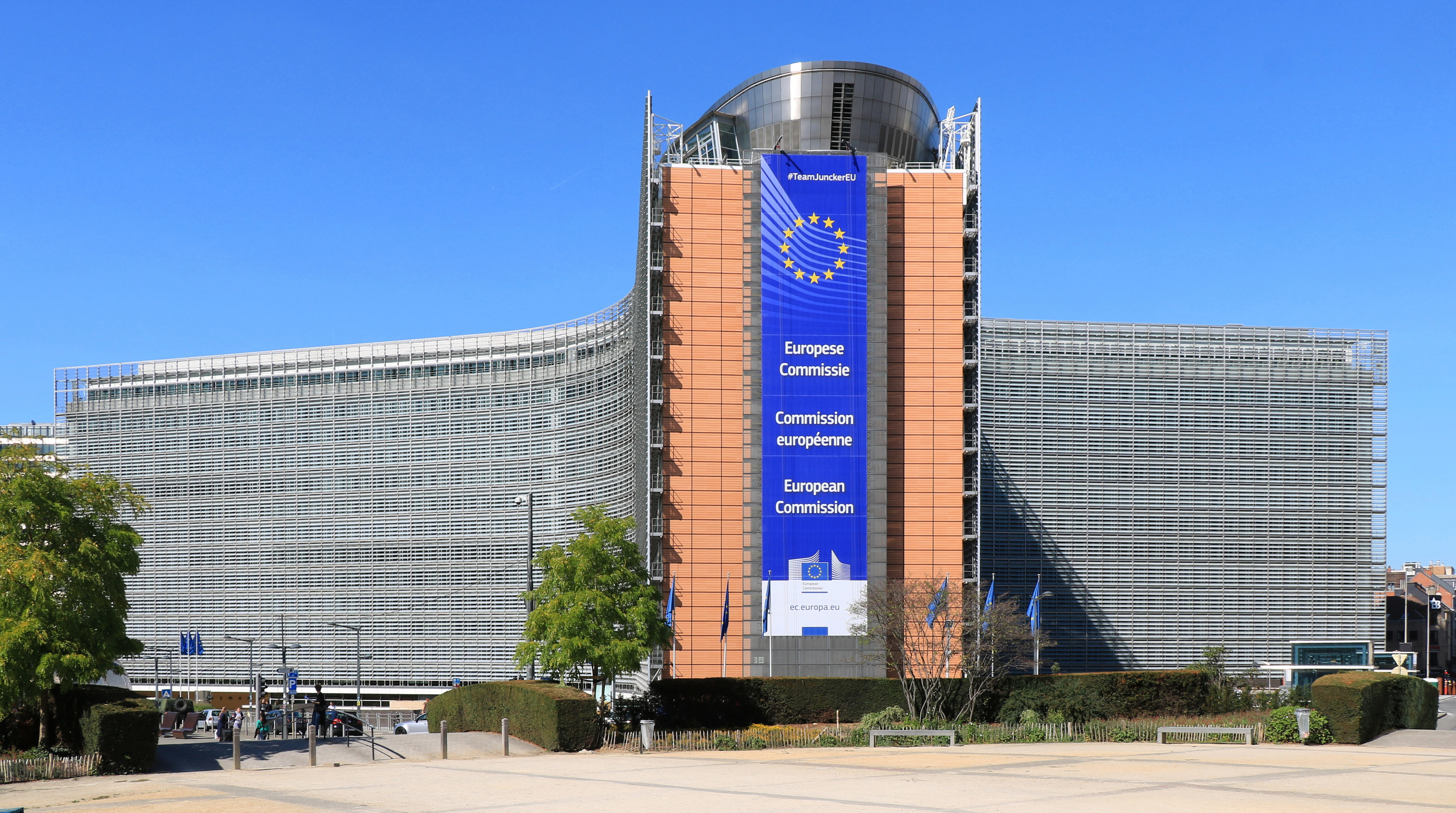
歐盟執委會在布魯塞爾的總部（貝爾萊蒙大廈）

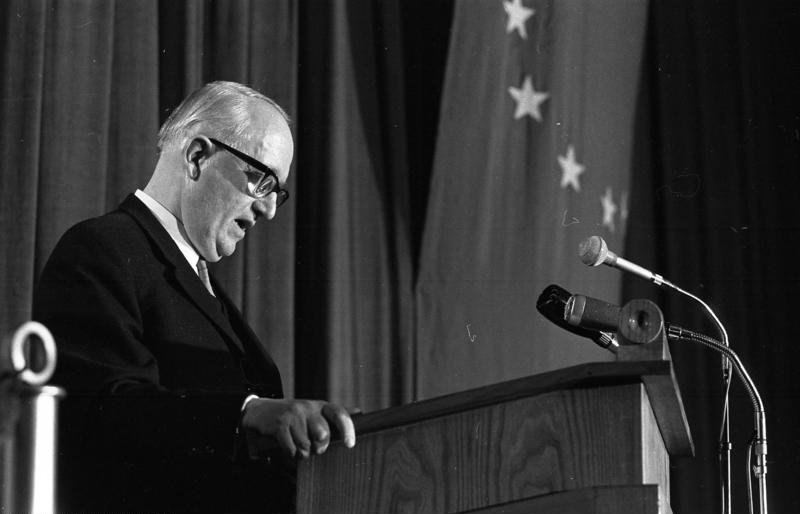
歐盟執委會第一任主席華特·霍爾斯坦

歐盟執委會是依據1957年羅馬條約所設立，並於1967年取代歐洲原子能共同體最高總署及執行委員會。執委會第一任主席是華特·霍爾斯坦，他致力於強化歐盟法律並開始影響國家立法。起初，各國政府很少關注他執委會，因此主席必須儘早數立執委會的權威。在歐洲法院的協助下，執委會開始受到更認真的對待。
1965年，霍爾斯坦提出了共同農業政策，該政策將為共同體提供財政資源，同時賦予執委會和議會更多權力，並取消高峰會對農業的否決權。該提議立刻引起法國的強烈反對。霍爾斯坦知道提案會引起爭議，因此親自負責起草法案。他透過增加議會權力的提案獲得了議會的支持，並在提案給高峰會的一周前先向議會報告政策。他的目的是展示他認為的共同體應該如何運作，希望能夠掀起一股夠大的親歐浪潮，以克服成員國的反對。然而，事實證明，儘管霍爾斯坦過去獲得了成功，但他對其冒險的提案過於自信。

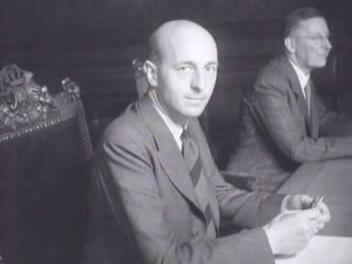
西古·蒙索爾特啟動與丹麥、愛爾蘭、挪威和英國的首次擴大會談

作為對霍爾斯坦的提案和行動的反應，時任法國總統戴高樂對執委會超國家權力的崛起抱持懷疑態度，指責霍爾斯坦的行事方式宛如國家元首。法國最終缺席高峰會，引發臭名昭著的「空椅危機」。雖然這在「盧森堡妥協」下獲得解決，但霍爾斯坦卻成為了該次危機的代罪羔羊。高峰會最終決定拒絕他連任，儘管他是雅克·德洛爾前最活躍的執委會主席。

### 1967–1985
霍爾斯坦的確將執委會定位為一個重要的權力機構。歷屆主席都參與了20世紀70年代的重大政治項目，如歐洲貨幣聯盟。 1970年，尚·雷伊確保了共同體自己的財政資源，1977年，羅伊·詹金斯成為第一位代表共同體出席七七大工業國組織高峰會的執委會主席。
然而，由於1973年石油危機和1979年能源危機等問題，經濟困境降低了歐洲一體化的優先地位。成員國另創歐盟高峰會討論重大議題，然而高峰會無法讓共同農業政策等重大項目保持在正軌上。 由於經濟困難和對共同體預算的分歧，共同體進入了歐洲硬化時期，到了托恩執委會成立時，主席已無法發揮其影響力。

### 主席職務

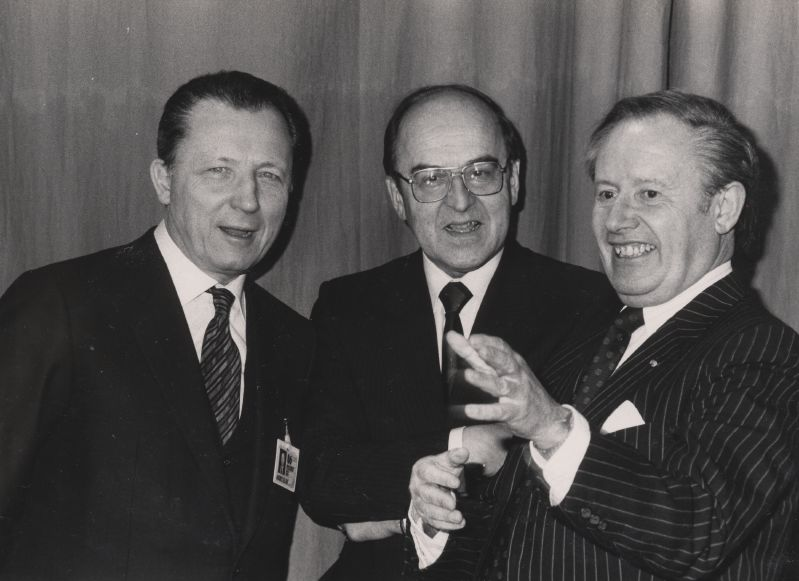
在前任主席加斯東·托恩（右）經歷「歐洲硬化」時期後，新上任的雅克·德洛爾（左）為歐盟執委會主席職位注入了新的活力

執委會在雅克·德洛爾的帶領下開始恢復。他因給共同體帶來方向感和活力而受到讚譽，被視為最成功的執委會主席。《國際先驅論壇報》在1992年第二個任期結束時評價：「德洛爾將歐洲共同體從低迷中拯救出來。他在歐洲悲觀主義最糟糕的時候到來。儘管他（在法國以外）是鮮為人知的財政部長和前歐洲議會議員，但他為歐洲共同體和沮喪的布魯塞爾執委會注入了活力和希望。1985年到1988年的第一個任期，他團結歐洲響應單一市場的號召，當他被任命第二個任期時，他開始敦促歐洲人實現更雄心勃勃的經濟、貨幣和政治聯盟目標。」
德洛爾不僅扭轉了共同體的局面，也發出了主席職位變化的訊號。在他上任之前，執委會主席的地位只是同儕之首；當他離任時，他是共同體毫無疑問的代表人物和領導人。他任內產生了一個強大的主席職位和一個強大的執委會，主席變得更加重要。隨後簽訂的條約鞏固了這一變化，主席獲得了執委職務的分配權，並能夠迫使執委辭職。當羅馬諾·普羅迪憑藉《阿姆斯特丹條約》的新權力上任時，他被媒體稱為歐洲第一位總理。德洛爾在職期間增加了議會的權力，並得到議會的支持。然而，後來的執委會並沒有得到同樣的支持，1999年，歐洲議會利用其權力迫使桑特執委會辭職。

### 議會監督

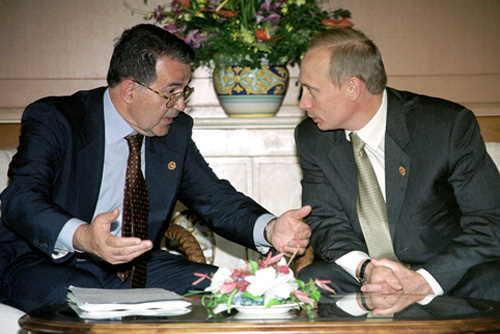
羅馬諾·普羅迪因其新權力而被媒體稱為「歐洲第一位總理」

過去，高峰會是在沒有議會意見的情況下一致任命執委會主席和整個機構的。然而，隨著1993年《歐洲聯盟條約》的生效，歐洲議會這個由歐盟公民直接選舉產生的機構獲得了就主席任命進行協商的權利以及對整個執委會的否決權。議會決定將其被諮詢的權利解釋為否決主席的權利，高峰會勉強接受其觀點。 該項否決權隨後正式列於《阿姆斯特丹條約》中。《尼斯條約》將高峰會的投票從一致決改為條件多數決（Qualified majority）。這意味著議會在這過程中的權重增加，形成了一種準議會制。當2004年提出眾多候選人時，這一點變得很明顯，中右派在投票中戰勝了左派團體、法國和德國。 當年當選的執委會主席若澤·曼努埃爾·巴羅佐因為議會威脅不批准他的執委會，隨後被迫放棄了執委的選擇權。
2009年，歐洲人民黨（EPP）提名巴羅佐為歐盟執委會主席候選人，並在當年的選舉中保住了第一大黨的地位。社會黨以提出候選人競爭作為回應。巴羅佐再次被議會強迫修改執委會人選，最終獲得同意。然而，為了換取批准，議會迫使巴羅佐在執委會和國際會議的議會代表權方面做出讓步。2010年9月7日，巴羅佐向議會發表了第一次美國式的國情咨文，主要關注歐盟的經濟復甦和人權議題。之後每年進行一次。

## 任命

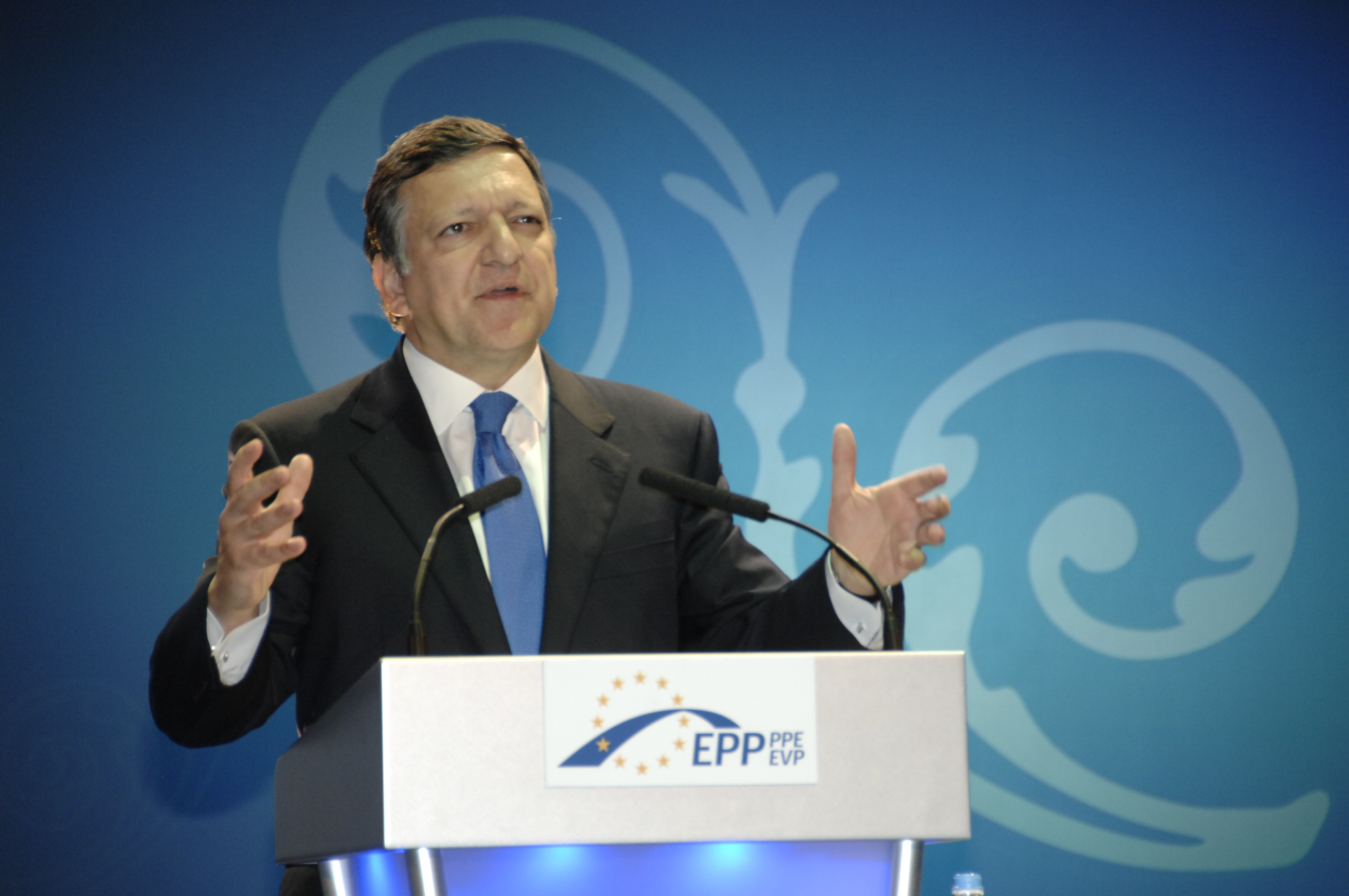
來自歐洲人民黨的巴羅佐主席。該黨是2004年和2009年選舉後的議會最大政黨

經《里斯本條約》修正的《歐洲聯盟條約》第17條規定了任命主席及其團隊的程序。歐盟高峰會依據最近一次的歐洲選舉，以強化條件多數投票選出主席提名人。根據《歐盟運作條約》第238條，在這種情況下，條件多數是「條件大多數」，因歐盟高峰會是對非來自歐盟執委會或歐盟外交與安全政策高級代表的提案進行投票。
該提案隨後提交給議會，議會必須批准或否決該任命。如果獲得歐洲議會議員絕對多數支持即可當選。然後，主席與高峰會將團隊名單提交給議會審查。議會一般會要求每個人出席與其預期職務相對應的議會委員會，並舉行公開聽證會。然後議會對整個執委會進行投票。如果獲得議會批准，歐盟理事會將以條件多數決任命主席及其團隊。

### 透明度
高峰會的條件多數決使得更多的候選人可出線，同時由於議會的參與以及歐盟從創建單一市場到改革單一市場的政策變化，政治化程度更高。 儘管如此，高峰會內部的選擇基本上仍然是閉門進行的。在桑特的提名期間，討論是秘密進行的，媒體只能依靠內部洩密得知資訊。歐洲議會議員對這此過程感到憤怒，認為其違背了新的歐盟條約所帶來的協商精神。歐洲議會社會黨黨團領袖寶琳·葛林表示，她的黨團認為「議會應該拒絕寬恕這種玷污民主進程的做法」。 1999年和2004年也有類似的情形，巴羅佐透過領導人之間的一系列秘密會議獲得提名，但未曾發布關於協商的新聞稿。 歐洲自由民主聯盟黨團格拉漢姆·華生等歐洲議會議員對此提出嚴厲批評，他將這一過程稱為「尤斯圖斯·利普修斯地毯市場」，只生產「最小公分母」。綠黨—歐洲自由聯盟黨團聯合領導人丹尼爾·龔-本第在巴羅佐發表第一次演說後詢問「如果你是最佳候選人，為何你不是第一位出線？」

### 條件
| 國家   | 主席 | 主席 |
| ------ | ---- | ---- |
| 盧森堡 |      | 3    |
| 法國   |      | 2    |
| 德国   |      | 2    |
| 義大利 |      | 2    |
| 比利时 |      | 1    |
| 荷蘭   |      | 1    |
| 葡萄牙 |      | 1    |
| 英国   |      | 1    |
| 西班牙 |      | 1    |

高峰會選出的候選人往往是國家主要政治家，但這非必要條件。主席的選擇必須考慮到最近一次議會選舉的結果（例如，選擇最大歐洲政黨支持的候選人，或至少是來自該政治團體的某人，但這只是慣例，而不是義務）。這項條件在2004年的提名中並未生效，使得贏得選舉的中間偏右歐洲人民黨向高峰會施壓，要求在自己的團隊中選出一名候選人。最後，歐洲人民黨的若澤·曼努埃爾·巴羅佐出線。
其他影響高峰會選擇的條件包括：候選人來自歐洲的哪個地區，如2004年最受青睞的地區是南歐；候選人的政治影響力，可信且不逼迫成員；語言，法國認為法語能力是必要的；和一體化程度，他們的國家是歐元區和申根區的成員。

### 選舉
2008年2月，主席巴羅佐承認，儘管主席理論上與政府首長一樣具有正當性，但實際上並非如此。由於缺乏「歐洲政治圈」，選民投票率低給主席的正當性帶來問題。分析人士稱，如果公民投票選出主席，投票率將遠高於近年來所見。
根據《里斯本條約》，歐盟高峰會必須考慮最近一次歐洲選舉的結果，此外，議會也不是簡單地批准高峰會提議的候選人。這被視為是議會暗示其政黨與執委會主席候選人一起競選，獲勝政黨的候選人將由高峰會提出。2004年，歐盟高峰會從在當年選舉中獲得多數選票的政黨中選出了一名候選人。然而，當時只有一個小黨在競選期間推出主席候選人一同競選，也就是排名第四的歐洲綠黨。雖然該黨推出丹尼爾·龔-本第，但結果卻從第四大黨跌落至第五位，並進一步減少其候選人的機會。而獲勝的歐洲人民黨只提到了四、五個可能作為主席候選人的人選。
之後開始有計劃強化歐洲政黨以在未來選舉中推舉候選人。歐洲自由民主改革黨在2007年10月的代表大會上表示，作為共同競選活動的一部分，他們打算推荐一名候選人競選主席職位，但最後並未實行。歐洲人民黨選擇了巴羅佐為候選人，身為第一大黨，他們能夠確保巴羅佐的連任。
社會黨對2009年的選舉結果感到失望，並同意在之後的所有選舉提出一名執委會主席候選人。在黨內公開執委會主席候選人初選活動後，2011年11月在布魯塞爾召開的社會黨大會決定，該黨將透過2014年1月在其成員政黨和組織舉行的初選來選出執委會主席候選人，然後在2014年2月社會黨特別大會批准結果。

### 首席候選人

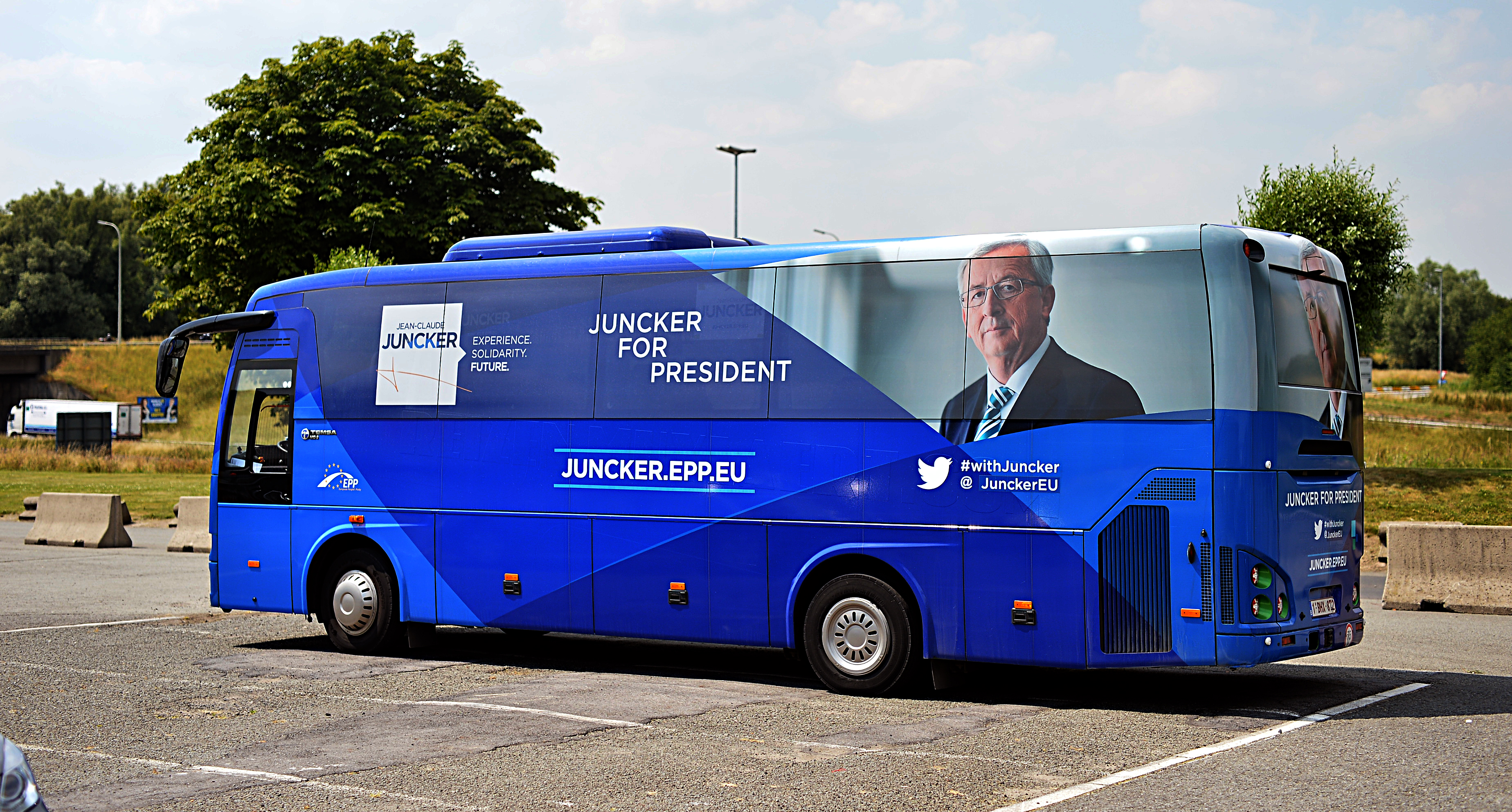
2014年大選前首次提名主席候選人。這使政黨能提出選舉計劃和競選活動（圖中是有尚-克勞德·榮克照片的歐洲人民黨競選巴士）。

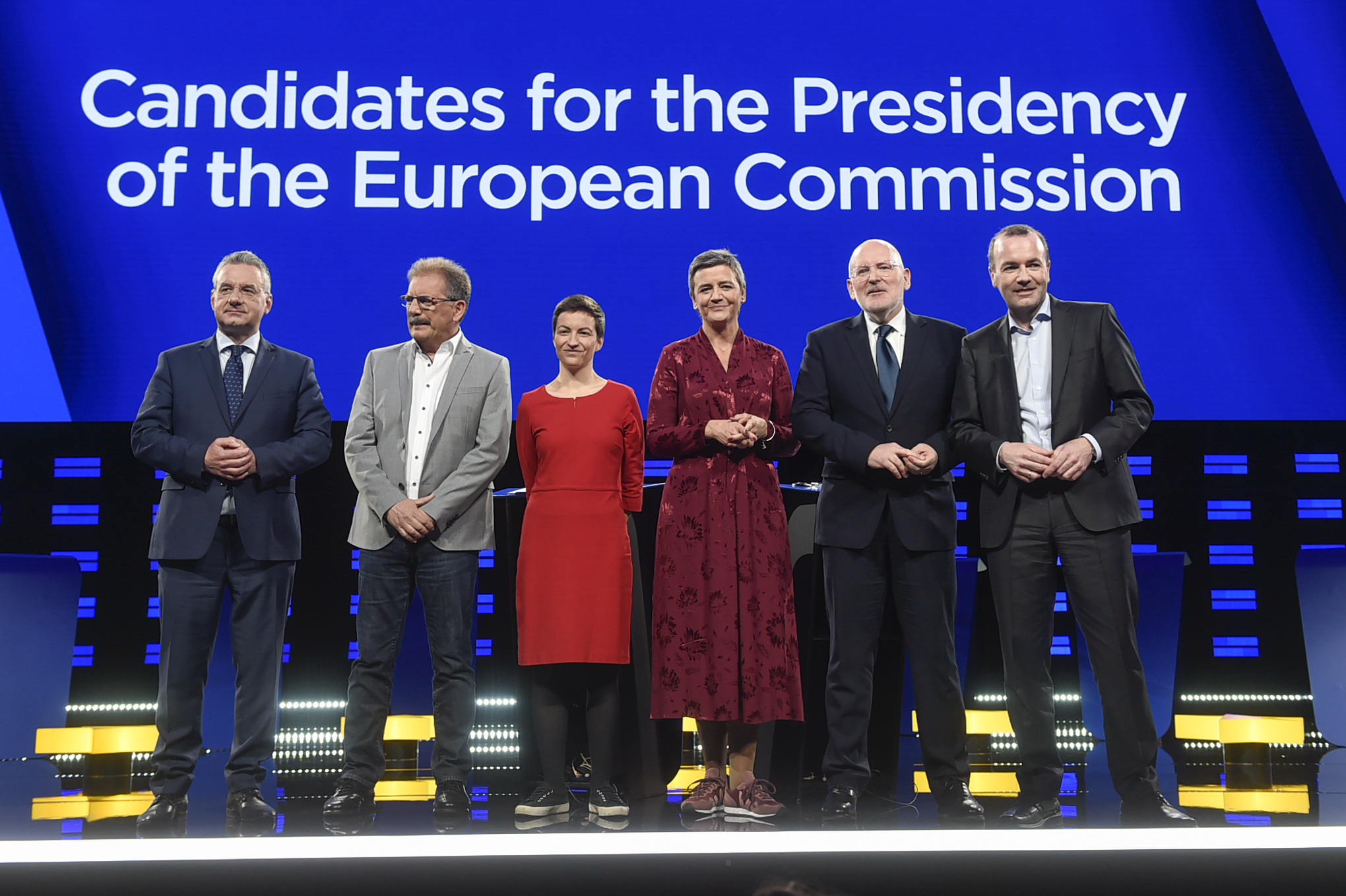
2019年5月辯論會上的歐盟執委會主席候選人。由左至右：揚·扎赫拉迪爾、尼科·庫伊、斯卡·凱勒、瑪格麗特·維斯塔格、弗蘭斯·蒂默曼斯、曼弗雷德·韋伯

首席候選人制度是讓每個主要歐洲政黨（不要與歐洲議會的黨團混淆）在議會選舉前提名執委會主席候選人，以便把執委會主席的選擇與歐洲議會選舉的結果連結起來。然後，最大政黨（或能夠獲得多數聯盟支持的政黨）的首席候選人將有權擔任執委會主席。這項措施在2014年首次執行，然而其正當性受到歐盟高峰會一些成員的質疑（英國首相和匈牙利總理投票反對歐洲人民黨首席候選人尚-克勞德·榮克的提名）。

## 任期
主席當選後任期從歐洲議會選舉後五個月開始，可連任一次，一次任期五年。這是透過《馬斯垂克條約》所修訂（在此之前的委員會任期為四年），每五年（以4和9結尾的年份）的六月舉行選舉。這使得選舉與主席本身之間的關係更加密切，並發展出上述關於政黨與候選人一起競選的提議。
雖然未曾執行，但議會可透過不信任投票將主席及其執委會免職。1999年，桑特委員會因財務管理不善的指控，在不信任投票前自行辭職。

## 職能與權力
歐盟執委會主席是歐盟中最有權勢的職位， 其掌控的執委會擁有對聯盟立法的創制權（僅限於成員國委託其採取集體行動的事項，根據條約確定），並負責確保其執行。主席控制執委會任期內的政策議程。在實務上，未經主席同意，不得提出政策。
主席的職責是領導執委會，並為執委會和整個聯盟提供方向。條約規定「執委會應在其主席的政治指導下執行工作」（《羅馬條約》第219條），也就是透過主席召集和主持執委團會議，以及各執委的個人內閣與內閣會議來執行工作。主席也可強迫執委辭職。執委會作為一個機構，其工作是以集體負責制的原則為基礎；然而，在其權力下，主席不僅是同儕之首，而是類似於主持內閣的國家總理。
主席也在聯盟內外代表執委會。例如，主席是歐盟高峰會的成員，並參與議會和部長會議的辯論。在聯盟外，他們代表聯盟出席八大工業國組織會議。不過，在外交事務上，主席確實要與負責外交事務的執委競爭：歐盟外交與安全政策高級代表和歐盟高峰會主席。
主席制自雅克·德洛爾以來就開始發展並得到鞏固。然而，在外部，他們仍然依賴理事會和議會的支持。德洛爾在其整個任期內都得到了議會和理事會的支持。在此期間，透過條約的修訂，議會的權力有所增加，而透過新成員國的加入，理事會的成員數量也有所增加。由於現在成員國如此之多，以至於主席越來越無法獲得所有成員國的支持，儘管這項職務本應盡力讓每個人都滿意。議會現在對執委會擁有更大的權力並可拒絕其提案，而執委會對議會幾乎沒有任何權力，例如解散議會以重新選舉的能力。
主席辦公室位於布魯塞爾貝爾萊蒙大廈的頂層13樓。主席接受內閣的政治指導，內閣首腦則如主席的政治保鑣。這些因素可能導致主席與外部事件脫節。 主席因為在機構內具有巨大的權威和象徵意義，因此對歐洲公務員來說，具有非常高的地位。. 主席透過執委會的法律服務部門和歐盟執委會秘書處行使進一步的權力。前者有權否決有關法律技術細節的提案，而後者則組織會議、議程和會議記錄。主席對這些領域的控制成為他們指導執委會工作的政治工具。這也增加了執委會主席的首長風格。
隨著《里斯本條約》對歐盟領導職位的重組，各個職位的模糊職責受到了部分人士批評。烏克蘭駐歐盟大使安德烈·維謝洛夫斯基對該框架表示讚賞，並用自己的方式進行了澄清：歐盟執委會主席以歐盟「政府」的身份發言，而歐盟高峰會主席則是「戰略家」。高級代表專門處理「雙邊關係」，而歐盟擴大和歐洲睦鄰政策執委則處理技術問題，例如與烏克蘭的自由貿易協定。歐洲議會議長表達了歐盟的價值觀。

### 與歐盟高峰會主席的關係

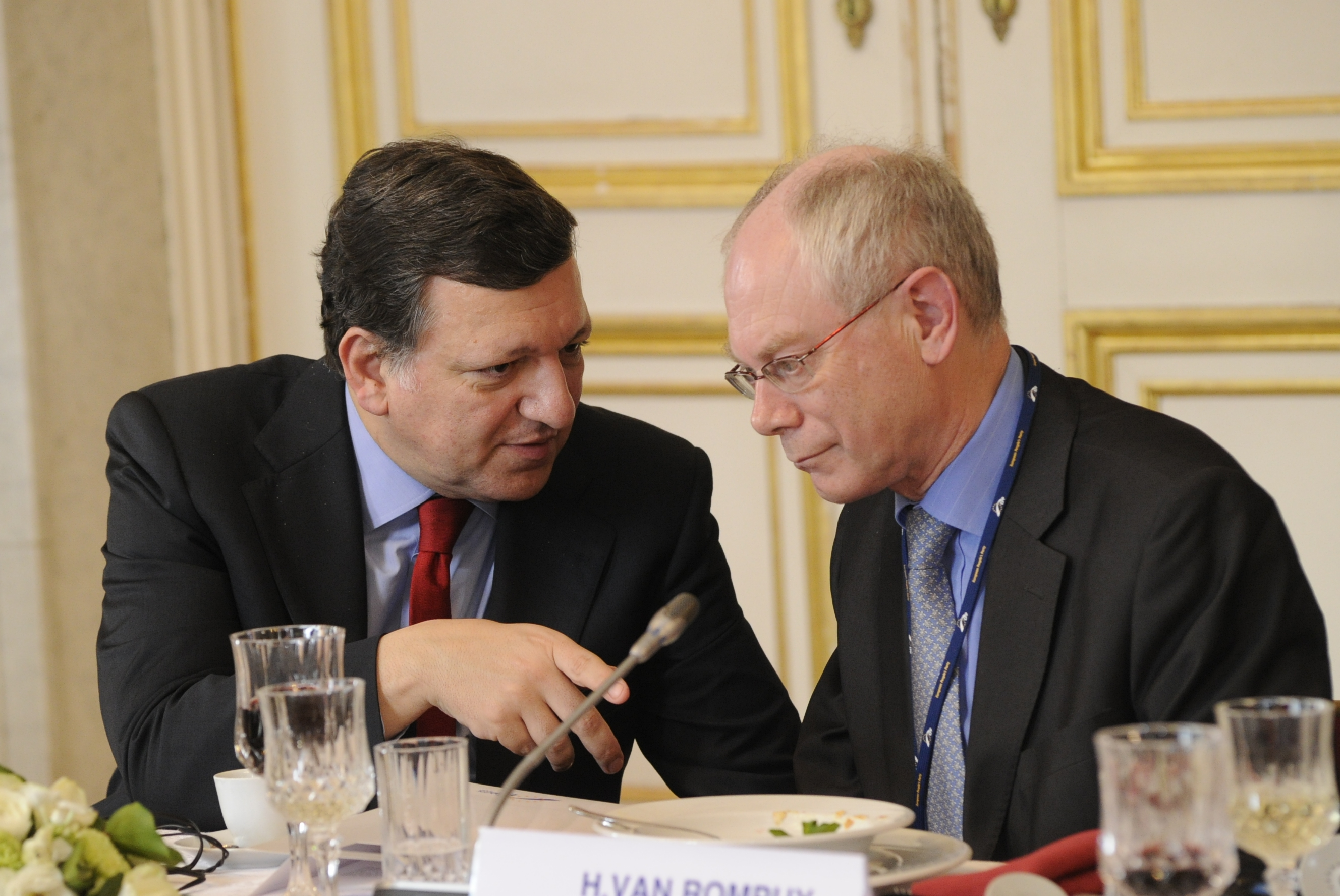
同時有歐盟執委會主席（巴羅佐，左）和歐盟高峰會主席（范宏畢，右）導致人們對混亂和內訌的擔憂

儘管主席制的確立，但若法國、義大利、英國和德國等大國試圖排擠其角色，主席也只能讓步。隨著歐盟高峰會常任主席的設立，這種情況不斷增加。由於條約措辭含糊，歐盟高峰會前主席范宏畢和歐盟執委會前主席巴羅佐之間就存在分歧和競爭擔憂。在一些說明中，范宏畢被視為「戰略家」，巴羅佐被視為政府首腦。在經濟規劃方面，范宏畢認為執委會負責處理計畫內容，而歐盟高峰會則負責處理計畫的方法和執行。儘管每週都有早餐會，然而兩人之間以及與高級代表之間仍然存在一定程度的競爭。在國際高峰會上，兩位首長都代表歐盟，原則上歐盟執委會主席就經濟問題發言，歐盟高峰會主席就政治問題發言，不過實務上這種劃分往往很難實踐。
有人擔心與歐盟高峰會主席的這種競爭會導致內訌加劇，不過，實際上有合併兩個職位的方案。歐盟高峰會主席不一定要擔任國家職務，例如成員國總理，也未對歐洲職務有所限制。因此，已經擔任歐盟高峰會成員的歐盟執委會主席也可以被任命為歐盟高峰會主席。這將使歐盟高峰會能夠將兩個執行機構的地位及其權力集中在一個歐盟主席。

## 待遇
執委會主席的基本月薪固定為公務員最高等級的138%2013年為每月25,351歐元或每年304,212歐元，外加相當於薪資15%的居住津貼以及包括兒童教育和家庭開支在內的其他津貼。

## 历任主席
歐洲經濟共同體是根據《羅馬條約》所建立，也就是現在的《歐洲聯盟運作條約》。作為聯盟的創始條約，其中解釋了主席名單應從歐洲經濟共同體委員會第一任主席開始。歐盟作為歐洲經濟共同體、及之後歐洲共同體的合法繼承者，在1993年《馬斯垂克條約》（正式的《歐洲聯盟條約》）生效後成立，不影響該職位的名稱。
2009年《里斯本條約》生效後，將歐洲共同體委員會更名為歐盟執委會，既反映了事實上的名稱，也反映了歐洲共同體支柱體系被廢除的事實。
黨團
- 基督教民主黨 / 歐洲人民黨黨團
- 自由黨團 / 自由民主黨團（英语：European Liberal Democrat and Reform Party Group）
- 社會黨團
- 進步民主黨團（英语：European Progressive Democrats）

| N. | 圖片     | 主席 (生–卒)                       | 國家   | 上任           | 卸任           | 執委會           | 政黨               | 黨團   | 黨團           | 選舉授權     | 註釋          |
| -- | -------- | ---------------------------------- | ------ | -------------- | -------------- | ---------------- | ------------------ | ------ | -------------- | ------------ | ------------- |
| 1  |          | 華特·霍爾斯坦 (1901–1982)          | 西德   | 1958年1月1日   | 1967年7月5日   | 霍爾斯坦執委會   | 德國基督教民主聯盟 |        | 基督教民主黨團 | –            | [ 73 ]        |
| 1  | 9年185天 | 華特·霍爾斯坦 (1901–1982)          | 西德   |                |                | 霍爾斯坦執委會   | 德國基督教民主聯盟 |        | 基督教民主黨團 | –            | [ 73 ]        |
| 2  |          | 尚·雷伊 (1902–1983)                | 比利时 | 1967年7月6日   | 1970年7月1日   | 雷伊執委會       | 自由與進步黨       |        | 自由黨團       | –            | [ 74 ]        |
| 2  | 2年361天 | 尚·雷伊 (1902–1983)                | 比利时 |                |                | 雷伊執委會       | 自由與進步黨       |        | 自由黨團       | –            | [ 74 ]        |
| 3  |          | 佛朗哥·瑪利亞·馬爾法蒂 (1927–1991) | 義大利 | 1970年7月2日   | 1972年3月21日  | 馬爾法蒂執委會   | 天主教民主黨       |        | 基督教民主黨團 | –            | [ 75 ]        |
| 3  | 1年264天 | 佛朗哥·瑪利亞·馬爾法蒂 (1927–1991) | 義大利 |                |                | 馬爾法蒂執委會   | 天主教民主黨       |        | 基督教民主黨團 | –            | [ 75 ]        |
| 4  |          | 西科·曼斯霍尔特 (1908–1995)        | 荷蘭   | 1972年3月22日  | 1973年1月5日   | 曼斯霍尔特委员会 | 工黨               |        | 社會黨團       | –            | [ 76 ] [ 77 ] |
| 4  | 290天    | 西科·曼斯霍尔特 (1908–1995)        | 荷蘭   |                |                | 曼斯霍尔特委员会 | 工黨               |        | 社會黨團       | –            | [ 76 ] [ 77 ] |
| 5  |          | 法蘭索瓦-札維耶·奧托利 (1925–2007) | 法國   | 1973年1月6日   | 1977年1月5日   | 奧托利執委會     | 共和國民主人士聯盟 |        | 進步民主黨團   | –            | [ 78 ] [ 79 ] |
| 5  | 4年      | 法蘭索瓦-札維耶·奧托利 (1925–2007) | 法國   |                |                | 奧托利執委會     | 共和國民主人士聯盟 |        | 進步民主黨團   | –            | [ 78 ] [ 79 ] |
| 6  |          | 羅伊·詹金斯 (1920–2003)            | 英国   | 1977年1月6日   | 1981年1月5日   | 詹金斯執委會     | 工黨               |        | 社會黨團       | –            | [ 80 ] [ 81 ] |
| 6  | 4年      | 4年                                | 英国   | 1979           |                | 詹金斯執委會     | 工黨               |        | 社會黨團       |              | [ 80 ] [ 81 ] |
| 7  |          | 加斯東·托恩 (1928–2007)            | 盧森堡 | 1979           | 1981年1月6日   | 1985年1月5日     | 托恩執委會         | 民主黨 |                | 自由民主黨團 | [ 82 ]        |
| 7  | 4年      | 加斯東·托恩 (1928–2007)            | 盧森堡 | 1979           |                |                  | 托恩執委會         | 民主黨 |                | 自由民主黨團 | [ 82 ]        |
| 8  |          | 雅克·德洛爾 (1925–2023)            | 法國   | 1985年1月6日   | 1995年1月22日  | 德洛爾執委會     | 社會黨             |        | 社會黨團       | 1984 1989    | [ 83 ]        |
| 8  | 10年17天 | 雅克·德洛爾 (1925–2023)            | 法國   |                |                | 德洛爾執委會     | 社會黨             |        | 社會黨團       | 1984 1989    | [ 83 ]        |
| 9  |          | 雅克·桑特 (1937–)                  | 盧森堡 | 1995年1月23日  | 1999年3月15日  | 桑特執委會       | 基督教社會人民黨   |        | 歐洲人民黨     | 1994         | [ 84 ]        |
| 9  | 4年51天  | 雅克·桑特 (1937–)                  | 盧森堡 |                |                | 桑特執委會       | 基督教社會人民黨   |        | 歐洲人民黨     | 1994         | [ 84 ]        |
| –  |          | 曼努爾·馬林 (1949–2017) 代理       | 西班牙 | 1999年3月15日  | 1999年9月15日  | 桑特執委會       | 西班牙工人社會黨   |        | 社會黨團       | 1994         | [ 85 ]        |
| –  | 185天    | 曼努爾·馬林 (1949–2017) 代理       | 西班牙 |                |                | 桑特執委會       | 西班牙工人社會黨   |        | 社會黨團       | 1994         | [ 85 ]        |
| 10 |          | 羅馬諾·普羅迪 (1939–)              | 義大利 | 1999年9月16日  | 2004年11月21日 | 普羅迪執委會     | 民主主義者         |        | 自由民主黨團   | 1999         | [ 86 ]        |
| 10 | 5年66天  | 羅馬諾·普羅迪 (1939–)              | 義大利 |                |                | 普羅迪執委會     | 民主主義者         |        | 自由民主黨團   | 1999         | [ 86 ]        |
| 11 |          | 若泽·曼努埃尔·巴罗佐 (1956–)       | 葡萄牙 | 2004年11月22日 | 2014年10月31日 | 巴羅佐執委會     | 社會民主黨         |        | 歐洲人民黨     | 2004 2009    | [ 87 ] [ 88 ] |
| 11 | 9年344天 | 若泽·曼努埃尔·巴罗佐 (1956–)       | 葡萄牙 |                |                | 巴羅佐執委會     | 社會民主黨         |        | 歐洲人民黨     | 2004 2009    | [ 87 ] [ 88 ] |
| 12 |          | 尚-克勞德·榮克 (1954–)             | 盧森堡 | 2014年11月1日  | 2019年11月30日 | 榮克執委會       | 基督教社會人民黨   |        | 歐洲人民黨     | 2014         | [ 89 ] [ 90 ] |
| 12 | 5年29天  | 尚-克勞德·榮克 (1954–)             | 盧森堡 |                |                | 榮克執委會       | 基督教社會人民黨   |        | 歐洲人民黨     | 2014         | [ 89 ] [ 90 ] |
| 13 |          | 烏蘇拉·馮德萊恩 (1958–)            | 德国   | 2019年12月1日  | 現任           | 馮德萊恩執委會   | 德國基督教民主聯盟 |        | 歐洲人民黨     | 2019 2024    | [ 91 ] [ 92 ] |
| 13 | 5年224天 | 烏蘇拉·馮德萊恩 (1958–)            | 德国   |                |                | 馮德萊恩執委會   | 德國基督教民主聯盟 |        | 歐洲人民黨     | 2019 2024    | [ 91 ] [ 92 ] |

## 資料來源
- Eppink, Derk-Jan. . 由Connerty, Ian翻译 1st. Tielt, Belgium: Lannoo. 2007. ISBN 978-90-209-7022-7.
- Hix, Simon. . Cambridge, United Kingdom: Polity. 2008. ISBN 978-0-7456-4205-5.
- Cotter, John; Butler, Graham. . Common Market Law Review. 2024, 61 (3): 593–622  [2024-07-27]. （原始内容存档于2024-05-29）.